# Venezuelan Orchids Illustrated
Venezuelan Orchids Illustrated (abreviado Venez. Orchid.) es un libro con ilustraciones y descripciones botánicas que fue escrito conjuntamente por  Galfrid Clement Keyworth Dunsterville & Leslie A. Garay y publicado en 6 volúmenes en los años 1959 hasta 1976.